# Iodure de samarium(II)
L'iodure de samarium(II), SmI2, est un solide vert composé de samarium et d'iode qui fond à 520 °C et dans lequel les atomes de samarium ont une sphère de coordination à 7 voisins dans une configuration octaèdre cappé. Il peut être formé par décomposition à haute température de SmI3 qui est l'iodure de samarium le plus stable,, mais une préparation de laboratoire plus commode est de faire réagit de la poudre de samarium avec le 1,2-diiodoéthane dans le THF anhydre :
Sm + ICH2CH2I → SmI2 + C2H4
Le diiodométhane (CH2I2) peut être aussi utilisé. SmI2 est aussi disponible commercialement sous forme d'une solution bleu foncé 0,1 M dans le THF
L'iodure de samarium est un réducteur puissant. Par exemple, il réduit rapidement l'eau en hydrogène. 

## Réactions
L'iodure de samarium(II) est devenu un réactif commun pour la formation de liaison carbone-carbone, par exemple avec une réaction de Barbier (similaire à une réaction de Grignard) entre une cétone et un halogénure d'alkyle pour former un alcool tertiaire :
R1X + R2COR3 → R1R2C(OH)R3

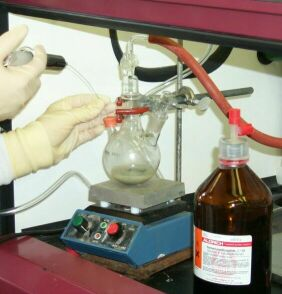
montage d'une réaction de Barbier utilisant SmI_{2}

Les protocoles réactionnels typiques utilisent SmI2 dans le THF en présence d'iodure de nickel(II) (NiI2) en quantité catalytique.
Les esters réagissent similairement (ajout de deux groupes R) mais les aldéhydes forment des sous-produits. Cette réaction est commode du fait qu'elle est souvent très rapide (cinq minutes ou moins à froid). Bien que l'iodure de samarium(II) soit considéré comme un puissant réducteur à un électron, Il n'affiche pas une remarquable chimiosélectivité entre groupes fonctionnels. Par exemple, les sulfones et les sulfoxydes peuvent être réduits en le sulfure correspondant en présence de nombreux autres groupes carbonylés tels que esters, cétones, amides, aldéhydes, etc., la réaction sur les doubles liaisons C=O étant considérablement plus lente  que celle sur les liaisons S=O. Par ailleurs, l'hydrodéshalogénation d'halogénures d'alkyle en l'hydrocarbure correspondant peut être aussi réalisée avec SmI2. Ces réactions peuvent être suivies par le changement de couleur du bleu foncé du SmI2 en solution dans le THF à un jaune pâle quand la réaction s'est produite. En fait, la couleur foncée disparaît immédiatement après le contact avec le mélange de la réaction de Barbier comme on peut le voir sur l'image ci-contre.
Le mélange réactionnel est ensuite traité avec de l'acide chlorhydrique dilué et le samarium est évacué sous forme d'ions Sm3+ aqueux.
Les composés carbonyle peuvent aussi être couplés avec de simples alcènes pour former des cycles à 5, 6 ou 8 atomes.
Les groupes tosyle peuvent être retirés presque instantanément des N-tosylamides et des esters tosylate en utilisant SmI2 en association à une base. Cette réaction est même effective pour la synthèse d'amines sensibles comme les aziridines :

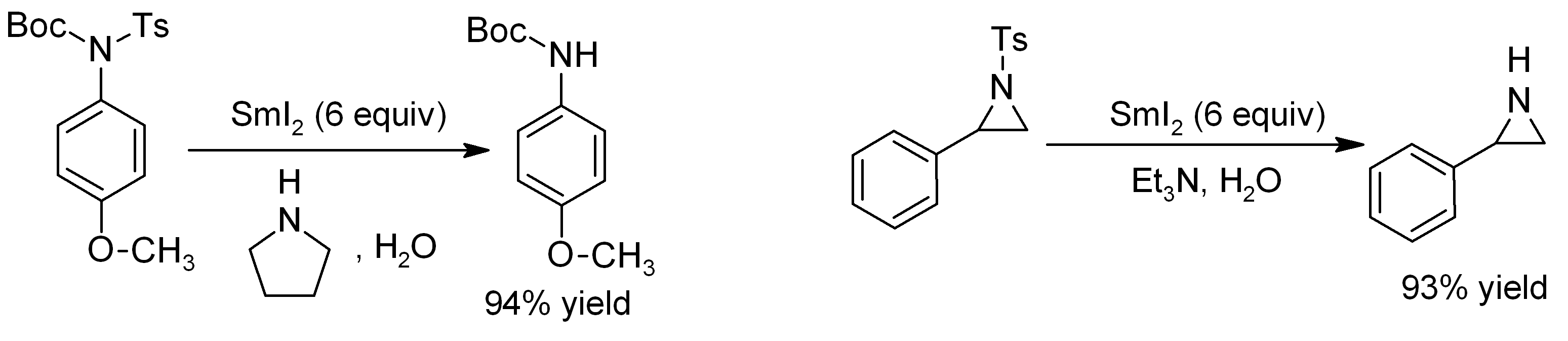
Retraits du groupe tosyle de N-tosylamides en utilisant SmI_{2}

Dans la désoxygénation de Markó-Lam, un alcool peut être quasi instantanément désoxygéné par réduction de son ester toluate en présence de SmI2 :

Désoxygénation de Markó-Lam utilisant SmI_{2}

Les applications de l'iodure de samarium(II) ont fait l'objet d'articles de revue,,.